# アマルナ時代

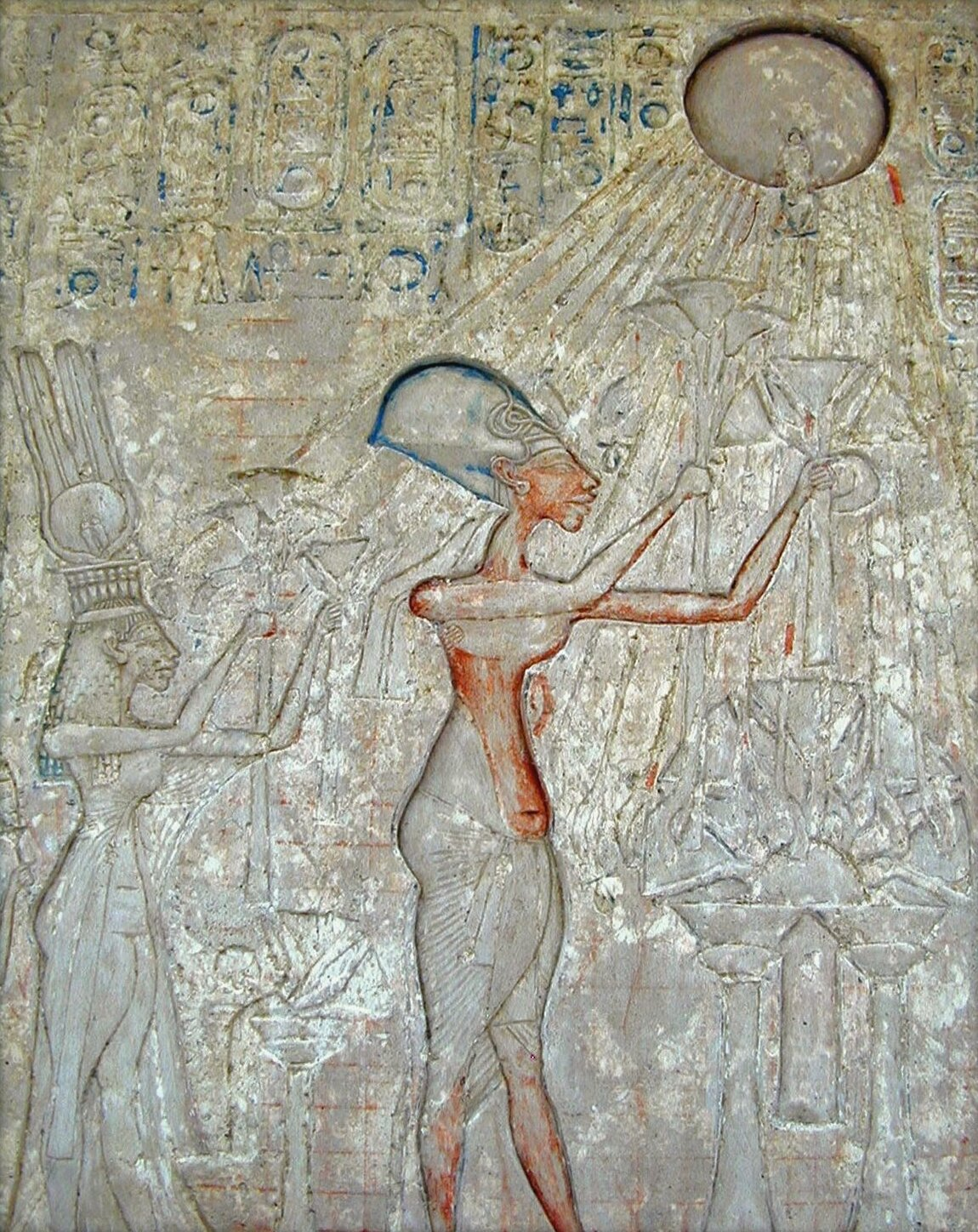
アマルナ時代に彫られた写実的な壁画。

アマルナ時代（アマルナじだい、英語: Amarna Period）とは、古代エジプトの第18王朝の、首都がテル・エル・アマルナに存在し、太陽神アテンの信仰がより一層に盛んであったアメンヘテプの治世の歴史的・美術史的呼称。

## 概要
この時代では、アメンホテプ4世の改革の影響によりアテン神が崇拝されるようになり、古代エジプト元来のアメン・ラーの信仰は停滞し、後に「アマルナ美術」と呼ばれる事と成る美術が花開いた。後にアメンホテプ4世の息子・ツタンカーメンによってアメン・ラーの信仰が復活され、アテン神の信仰は止められ、アマルナ時代も終焉を告げた。
「アマルナ時代」と便宜される時代は、ファラオアメンホテプ4世とその女王ネフェルティティの王宮が現在のアマルナ（英語:Amarna）に移されたエジプト第18王朝の後半頃の古代エジプト王国の歴史の時代であった。エジプトの多神教の劇的な変化を反映するために、また、エジプトの多神教の劇的な変化を反映するために、アメンホテプ4世の治世に行われた改革によってアマルナ時代は始まった。
また、アメンホテプ4世は壁画には特異な姿で描かれたとも云われている。
アテンは恵みをもたらし、神たる王とその王族を守護する神であり、あくまでラーの変化した体系であるとしたが、後に、最初の部分の「アテンとして帰って来た父ラーの名によって、地平線で歓喜する」と最後の「ラー」の名が削除されることになった。これまでの宗教では王の上に更に神官団が存在し、神アメンを利用して横柄な行為を繰り返すことによって、本来の頂点たる王の権威は著しく低下していたが、民衆にはアテンを崇拝するのではなく、王自らを神であるとして権威を高めようとしたのである。

## 沿革

### アテンと遷都

アテン

エジプト新王国時代の初期、古代エジプト王、アメンホテプ4世の支配した時代に入ると、ナイル川流域の都であったテーベのアメンの神官団の力が増大した。そのアメンホテプ4世以前の強大な権力にはファラオでさえも抗うことのできない程の富が集まり、集まった富は全エジプトの約3分の1にも及んだという。また、「アメン」と言う絶対神が背後に在ることから、寄進などの要求も何のためらいもなく進言した。アメンホテプ4世の父王は度重なる寄進の要求にこたえて都テーベの神殿をたてた。また、それらの建築物は、アメンホテプ3世以前の時代に構築された。
その事態に危機感をおぼえたのが紀元前1362年に即位したアメンホテプ4世王であり、その治世4年目、著しく低下していた権威を高めようとして「アテン」という太陽の形をした唯一の神をエジプトの神とし、王権はテーベのアメンの信仰崇拝から脱し、神官団の影響から離れた。
改革を行うべく宗教的な革新事業を行った一方、アメンの神官団はテーベに留め置き、新都アマルナに遷ることは許されなかった。アマルナにはアテン神のための太陽神殿が建設され、アテン信仰の中心地と成った。また、自身の王名も「The one who is beneficial to Aten,またはThe living spirit of Aten」を意味する「アクエンアテン」と改名した。
しかし、アメン神の存在をすべて禁止したのではなく、共同統治者であるスメンクカーラー王をテーベのアメン神官団との仲裁役として関係の保全に努めた。また、まだ伝統的な神々への崇拝を禁止しておらず、アマルナ時代に入ってから信仰され始めたアテン神は単に崇拝を民衆に強制させたのではなく、アテンの信仰を広げて行った。
アメンホテプ4世が創り上げた「アテン」と言う神は日輪の姿をしていた。その事実は同時代の壁画からも裏付けられている。しかし、それまでのエジプトの宗教とは異なり、広く民衆のために在る神なのではなく、王アメンホテプのためだけに存在するとされた。それと同時に、一般の民衆にはアテンを崇拝するのではなく、王の権威を高る試みを行った。
エジプト古来の宗教は首都アマルナから離れた地域では他の神々が著しく少ない程度に崇拝された。特に、旧都テーベにはまだ強大な権力を保持するアメン神官団が勢力を維持しており、その周辺ではアメン信仰がいまだ活発に行われていたという。

### アマルナ美術

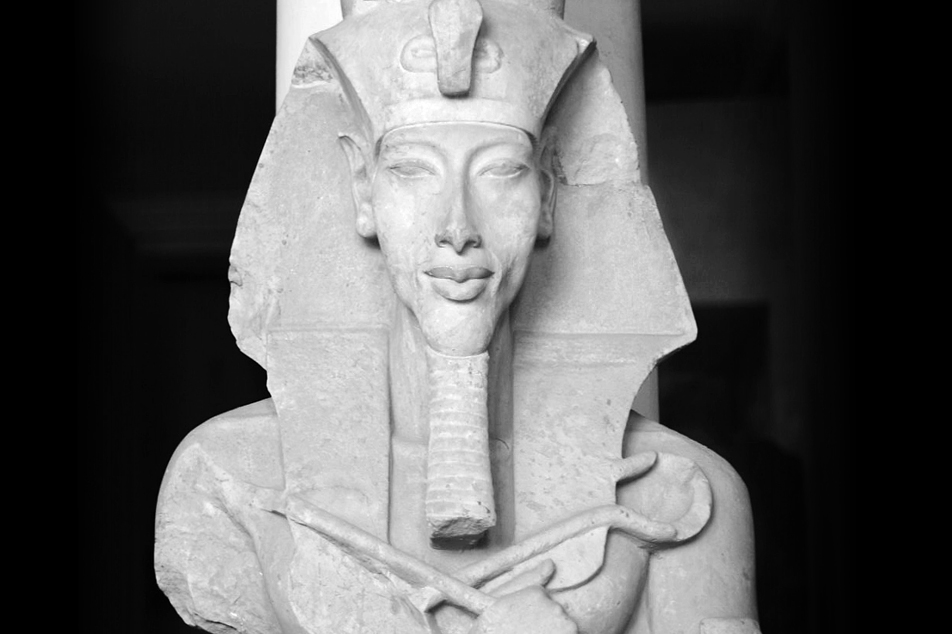
王の彫像。今までにない写実性がある。

また、この時代は、シリアの文化の流入もした時代であった。アメンホテプのエジプトの国家神としての地位の一時的な確立と、連綿と続いてきたもたらす結果、それらも後に「アマルナ美術」と呼ばれる様式の開花を生んだ要因の一つであった。今までにはないような芸術・建築などの様式となっている。
写実的な美術様式へと変遷する中で、王妃に命ぜられ製作したと言われているネフェルティティの胸像は、宮廷彫刻家であったトトメスが製作した。この彫像はアマルナ時代の美術の最高傑作とうたわれる彫像で、当時としては珍しい極めて人物にごく忠実（写実的）である。
また、神像における神の表現も大きな変化を遂げた。その例として、この時期最も有力な神として崇められたアテン神は、従来とは異なる姿をしていた。第11王朝の頃に太陽神に対する信仰が盛んになるにつれて当時の最高神・ラーのように鷹の頭を持つとして信仰が浸透していったが、アマルナ時代には日輪（太陽様式の姿で表され、現在ではこちらの姿の方が著名となっている。
この新しい神の図像の体型は、衆生に恵みをもたらし、救いを表現する手段として新たにこの時代の美術は絵画が多くなり、元来基礎が確立されていた写実主義の絵画や彫刻、建築様式が誕生した。

### 終焉
しかし、この改革を推し進めたアメンホテプ4世によってることとなり、彼の死と共にその改革は終止符を打たれ、アメンホテプ王の死後に即位した次の代の新王ツタンカーメンの下で王宮もアマルナからメンフィスへと遷される事と成る。つい昨年まで信仰が盛んであったアテン神の崇拝は禁じられ、アテン神を彫った壁に描かれた壁画やレリーフ、偶像などはすべて破壊され、アテン神と言う存在までをも抹殺しようとした。また、従来のアメン・ラーの神々の神殿は、破壊されていたものは復元され、再びラーのものにされた。かくしてアテン神の信仰は止められ、アマルナ時代も終焉を遂げたのであった。
しかし、ツタンカーメンの墓（KV62）からは、美術作品が出土してそれらの副葬品は、その時代に作られた物やその意匠を一部継承したものであると考えられている。

## 影響とその後

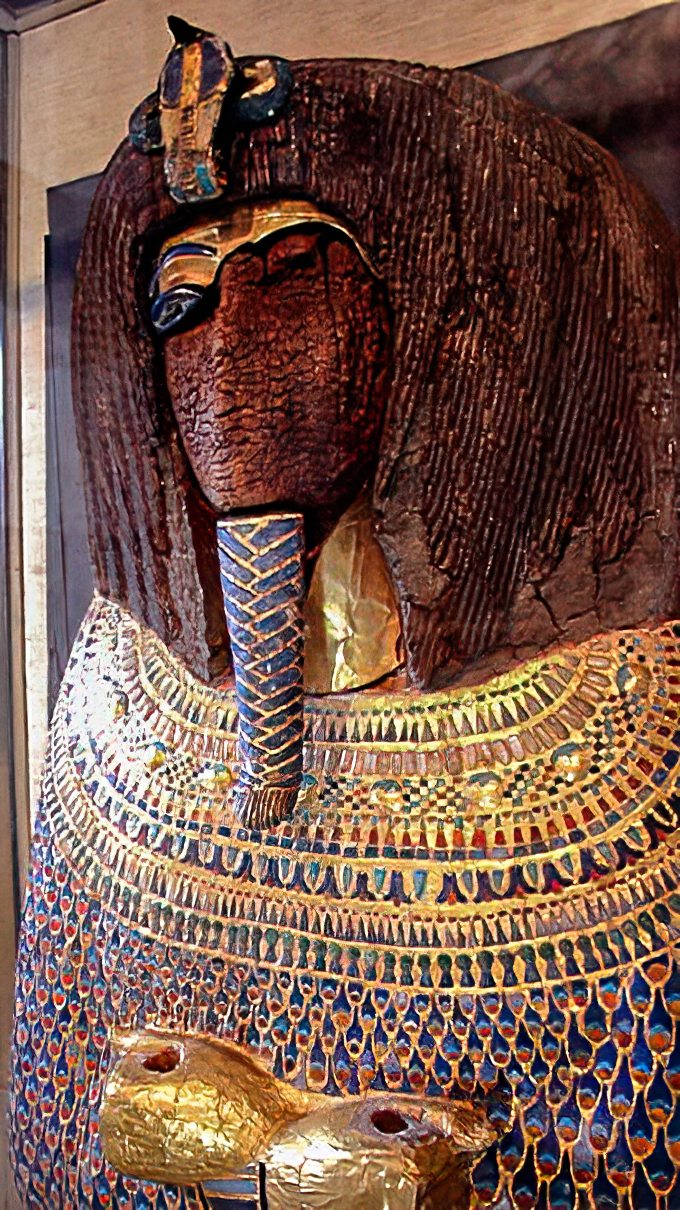
墓から取られた棺。女性の棺から粗く転用されたものであることが分かっている。

この宗教に端を発する一連の改革は、多大なる変化をもたらした。一時的にはファラオの権威が威信を回復し、テーベのアメン神官団を抑える試みは成功をおさめたが、後の世からは忘れ去られた時代と成った。宗教的にも文化的にも、結果としては失敗に終わったとはいえ、後につながる美術の様式が集大成されたと言える。
後の時代には、この数々の改革を断行したアメンホテプ4世はアメン神の信仰を棄てたことによって忌み嫌われる存在と成った。また、アメン神を受け入れないアメンホテプ4世はファラオに即位した証と成る王名表も名を抹殺され、アメンホテプ3世からホルエムヘブの間のファラオは存在しなかった事にされた。しかし、近年では再評価の声も高まりつつある。
その後、アメンホテプ4世から4代後のファラオ・ホルエムヘブの命令により新都として建造されてまだ建設の途上だったアマルナの街や王宮、アテンの神殿など一切の建築物は破壊され、王家はメンフィスへと遷った。それ以降、ナイルデルタ地方が政治の中心と成る。解体されたため、その以降は2000年にもわたって隠され続けた。また、存在を留めることは無かった。
アメンホテプ4世の王墓とされる臨時に用意された小さな墓は暴かれた。
しかし、廃墟と化した都アマルナには遺構が後世まで残り、近年になってから再発掘され、その全貌が明らかと成った。
その後、アテン神の廃止に伴い、再びアメン神官団の勢力が伸長した。その結果、再びアメン神官団の勢力は増大した。
アマルナ文書は、同時代の国王やその他の王侯達と交わしたこの時代の外交重要文書であるとされる。

## その他

### アマルナの衰退
アマルナ（厳密にはアケト・アテン、アテンの地平線）は紀元前14世紀に太陽神アテンを唯一神とする都「アケトアテン（アテンの地平線と意味）」と題されて建設された。この都は、古代においては大都市の類だった。
現在、アマルナに残っている美術作品の王区は、崖などに彫られている磨崖碑などである。
建設を早めるため、日干しレンガを多用して表面を磨いた建物がほとんどで、これが後に遺構をあまりとどめず、急速な衰退を招いた一因ともなった。ただし、古代エジプトでは普通家屋の建材となっている。しかし、長年の雨の被害は甚大で、多くは泥に還ることが多い。そのため、アマルナは晒されて劣化し、崩壊したとされる。
しかし、この町は全く忘却されたわけではなかった。この場所は後世のファラオ・ホルエムへブの時代に建てられた寺院が残っている他、更に後のキリスト教の施設などがある。アマルナは都と記憶されることとなった。
アマルナの遺跡には、現在でも遺跡として残っており、その他には王族の崖に作られたネクロポリスが残っている。ほかの都は、後世の遺跡に埋もれてしまったり、現在でも街であったりするために、その古代の都市計画は判然としない都市も多い。

### 神殿
アメンホテプ4世のアマルナにおけるアテンの象徴は朝日の昇る方向に正面が合わせられていた。、彼自身が建立したもうた神殿の中に施された装飾は、これまでの「1000年を経ても変化しない」と言われた伝統的で静的な様式から、写実的かつ動的なものに変り、改革的な新興宗教の雰囲気をよく伝えている。

## アマルナ王
アマルナの王の位は、アメンホテプ4世自身とその共同統治者であるスメンクカーラー王、そしてアメンホテプ４世の息子であるツタンカーテン（のちのツタンカーメン、「トゥトゥ・アンク・アテン〈アテンの生ける似姿〉」から、後にアメン信仰を復活させるにあたって「トゥトゥ・アンク・アメン〈アメンの生ける似姿〉」に改名した）であるとされている。また、ごく一部の学者は、アメンホテプ4世の娘、ネフェルネフェルアテン・タシェリトも「ネフェルネフェルアテン」としてファラオに即位していたと主張しているが、大多数は即位はしていないという立場をとっている。ネフェルネフェルアテンの正体については、ネフェルティティの偽名であるという説、娘メリトアテンのファラオ名などという説が唱えられているが、女性の王族であるということ以外詳しくは判然としない。
1. アメンホテプ4世（在位：紀元前1362年頃 - 紀元前1333年頃）
2. スメンクカーラー（在位：紀元前1336年 - 紀元前1334年）
3. ツタンカーメン（在位：紀元前1333年頃 - 紀元前1324年頃）
4. ネフェルネフェルアテン（在位：紀元前1335年 - 紀元前1333年、実在性に疑問あり）?

### アマルナ王家
アマルナ王朝の王家は、アメンホテプ4世の母后とアメンホテプの皇后、そしてその間から生まれた息子と娘たちだった。また、アメンホテプ4世は一部の娘に王妃の位を与え、自身の共同統治者の位に据えていた。
アメンホテプ4世の妻
- ネフェルティティ（正妃、貴族の娘、スメンクカーラー王の本名という説も）

スメンクカーラーの妻
- メリトアテン（ネフェルティティの長女）

ツタンカーメンの妻
- アンケセナーメン（ネフェルティティの三女）

その他
- ティイ（アメンホテプ4世の母）

## アマルナ美術

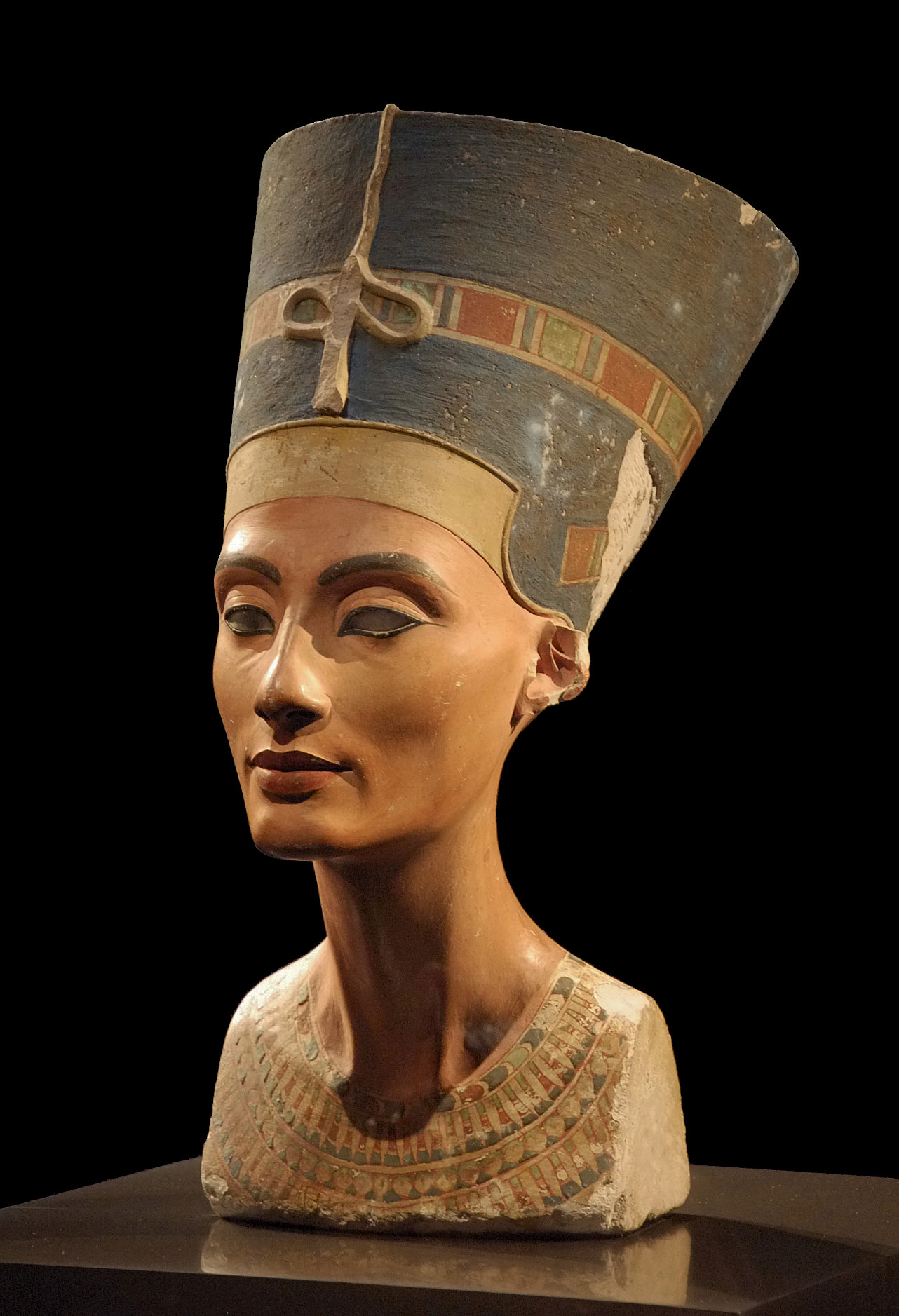
ネフェルティティ王妃の彫像
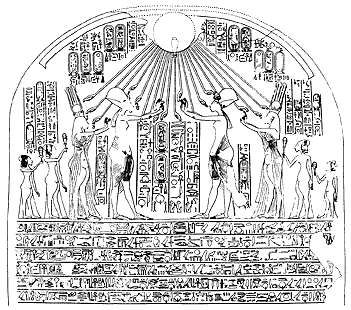
アテンが描かれた壁画
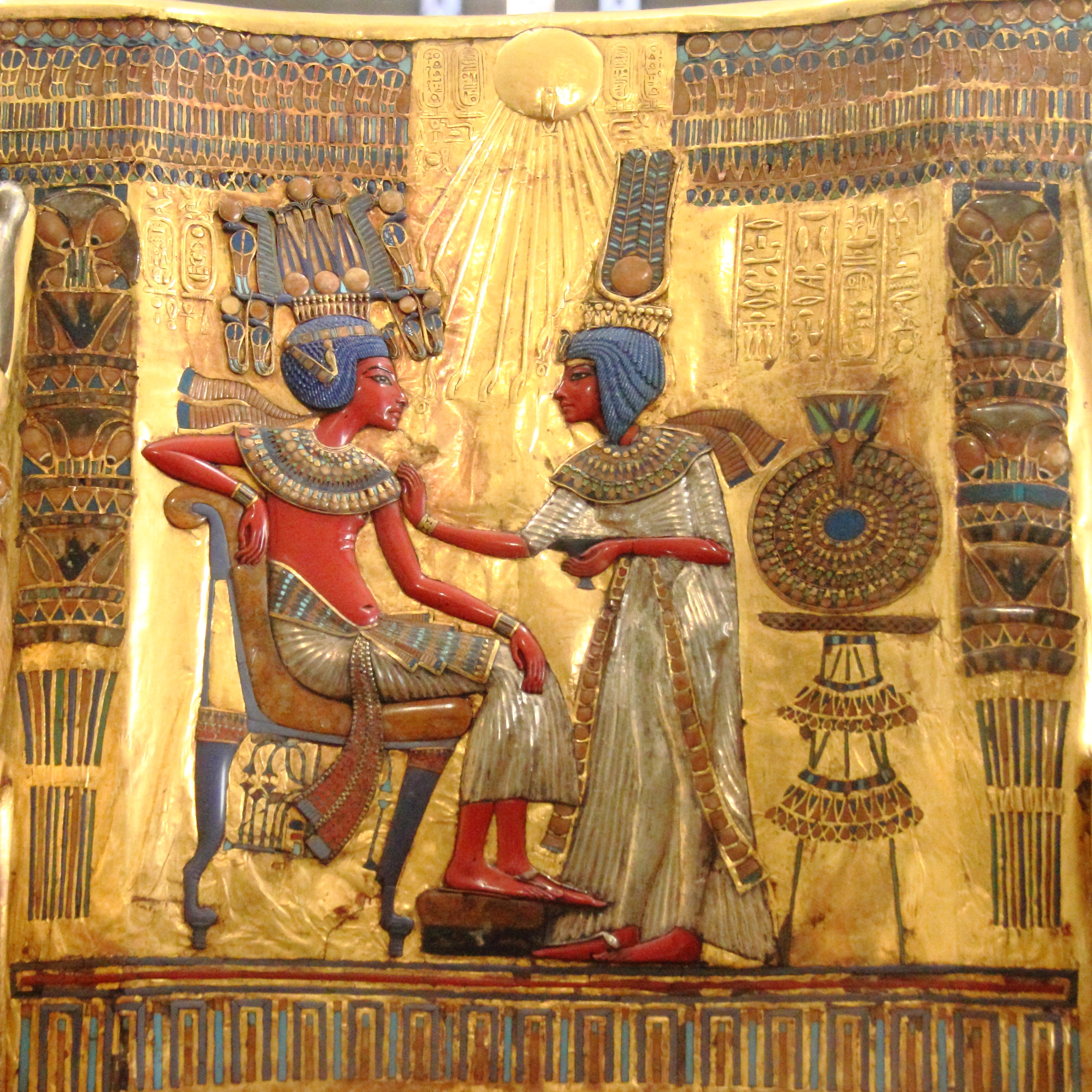
ツタンカーメン王の玉座の背凭れ
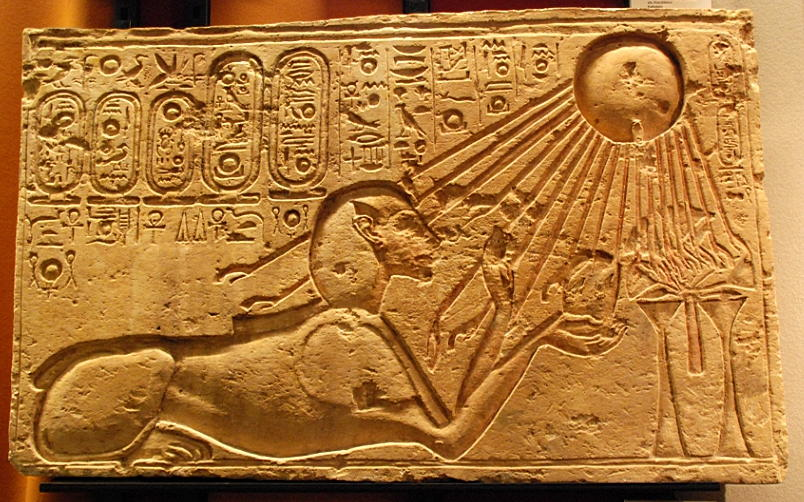
アテンとスフィンクス
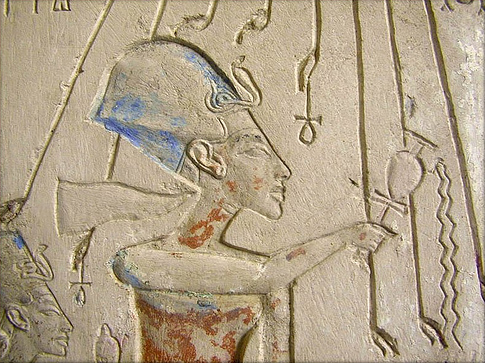
アメンホテプ4世
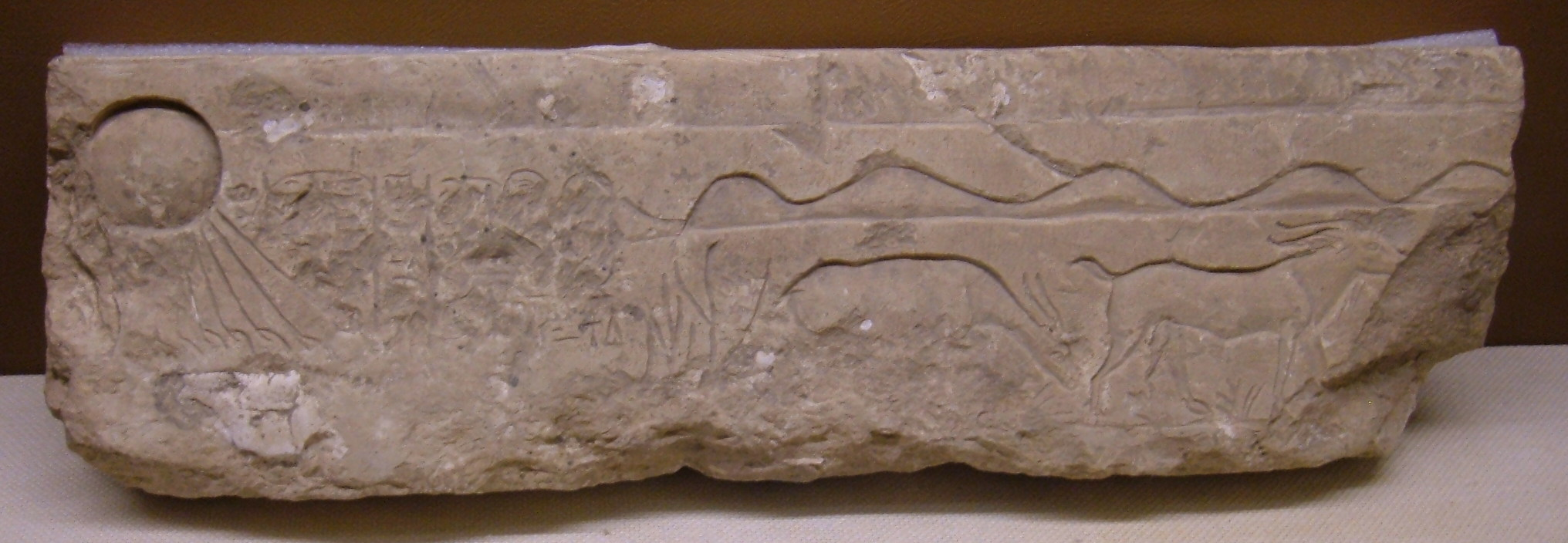
写実壁画
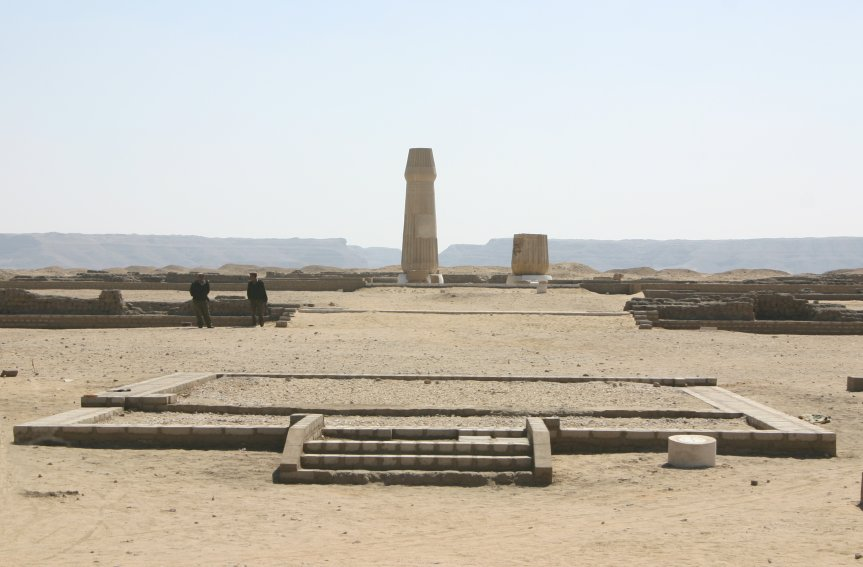
アマルナ